# Liste des titres musicaux numéro un en Allemagne en 2007
Cette page liste les titres numéro un dans les meilleures ventes de disques en Allemagne pour l'année 2007 selon Media Control Charts. 
Les classements sont issus des 100 meilleures ventes de singles et des 100 meilleures ventes d'albums. Ils se déroulent du vendredi au jeudi et sont publiés le mardi par l'industrie musicale allemande.

## Classement des singles
| №  | Date         | Artiste                        | Titre                                   |
| -- | ------------ | ------------------------------ | --------------------------------------- |
| 1  | 5 janvier    | Nelly Furtado                  | All Good Things (Come to an End)        |
| 2  | 12 janvier   | Nelly Furtado                  | All Good Things (Come to an End)        |
| 3  | 19 janvier   | Nelly Furtado                  | All Good Things (Come to an End)        |
| 4  | 26 janvier   | Nelly Furtado                  | All Good Things (Come to an End)        |
| 5  | 2 février    | Nelly Furtado                  | All Good Things (Come to an End)        |
| 6  | 9 février    | Tokio Hotel                    | Übers Ende der Welt                     |
| 7  | 16 février   | Herbert Grönemeyer             | Lied 1 – Stück vom Himmel               |
| 8  | 23 février   | Höhner                         | Wenn nicht jetzt, wann dann?            |
| 9  | 2 mars       | DJ Ötzi & Nik P.               | Ein Stern (...der deinen Namen trägt)   |
| 10 | 9 mars       | DJ Ötzi & Nik P.               | Ein Stern (...der deinen Namen trägt)   |
| 11 | 16 mars      | DJ Ötzi & Nik P.               | Ein Stern (...der deinen Namen trägt)   |
| 12 | 23 mars      | DJ Ötzi & Nik P.               | Ein Stern (...der deinen Namen trägt)   |
| 13 | 30 mars      | DJ Ötzi & Nik P.               | Ein Stern (...der deinen Namen trägt)   |
| 14 | 6 avril      | DJ Ötzi & Nik P.               | Ein Stern (...der deinen Namen trägt)   |
| 15 | 13 avril     | DJ Ötzi & Nik P.               | Ein Stern (...der deinen Namen trägt)   |
| 16 | 20 avril     | DJ Ötzi & Nik P.               | Ein Stern (...der deinen Namen trägt)   |
| 17 | 27 avril     | DJ Ötzi & Nik P.               | Ein Stern (...der deinen Namen trägt)   |
| 18 | 4 mai        | Beyoncé & Shakira              | Beautiful Liar                          |
| 19 | 11 mai       | DJ Ötzi & Nik P.               | Ein Stern (...der deinen Namen trägt)   |
| 20 | 18 mai       | DJ Ötzi & Nik P.               | Ein Stern (...der deinen Namen trägt)   |
| 21 | 25 mai       | Mark Medlock                   | Now or Never                            |
| 22 | 1er juin     | Mark Medlock                   | Now or Never                            |
| 23 | 8 juin       | Rihanna feat. Jay-Z            | Umbrella                                |
| 24 | 15 juin      | Rihanna feat. Jay-Z            | Umbrella                                |
| 25 | 22 juin      | Rihanna feat. Jay-Z            | Umbrella                                |
| 26 | 29 juin      | Rihanna feat. Jay-Z            | Umbrella                                |
| 27 | 6 juillet    | Rihanna feat. Jay-Z            | Umbrella                                |
| 28 | 13 juillet   | Mark Medlock & Dieter Bohlen   | You Can Get It                          |
| 29 | 20 juillet   | Monrose                        | Hot Summer                              |
| 30 | 27 juillet   | Mark Medlock & Dieter Bohlen   | You Can Get It                          |
| 31 | 3 août       | Mark Medlock & Dieter Bohlen   | You Can Get It                          |
| 32 | 10 août      | Mark Medlock & Dieter Bohlen   | You Can Get It                          |
| 33 | 17 août      | Azad feat. Adel Tawil          | Ich Glaub an Dich (Prison Break Anthem) |
| 34 | 24 août      | Culcha Candela                 | Hamma!                                  |
| 35 | 31 août      | Culcha Candela                 | Hamma!                                  |
| 36 | 7 septembre  | Culcha Candela                 | Hamma!                                  |
| 37 | 14 septembre | Culcha Candela                 | Hamma!                                  |
| 38 | 21 septembre | Culcha Candela                 | Hamma!                                  |
| 39 | 28 septembre | Culcha Candela                 | Hamma!                                  |
| 40 | 5 octobre    | Rihanna                        | Don't Stop the Music                    |
| 41 | 12 octobre   | Rihanna                        | Don't Stop the Music                    |
| 42 | 19 octobre   | Die Ärzte                      | Junge                                   |
| 43 | 26 octobre   | Plain White T's                | Hey There Delilah                       |
| 44 | 2 novembre   | Plain White T's                | Hey There Delilah                       |
| 45 | 9 novembre   | Plain White T's                | Hey There Delilah                       |
| 46 | 16 novembre  | Alex C. & Y-ass                | Du hast den schönsten Arsch der Welt    |
| 47 | 23 novembre  | Timbaland presents OneRepublic | Apologize                               |
| 48 | 30 novembre  | Timbaland presents OneRepublic | Apologize                               |
| 49 | 7 décembre   | Timbaland presents OneRepublic | Apologize                               |
| 50 | 14 décembre  | Timbaland presents OneRepublic | Apologize                               |
| 51 | 21 décembre  | Timbaland presents OneRepublic | Apologize                               |
| 52 | 28 décembre  | Timbaland presents OneRepublic | Apologize                               |

## Classement des albums
| №  | Date         | Artiste                | Titre                                 |
| -- | ------------ | ---------------------- | ------------------------------------- |
| 1  | 5 janvier    | Monrose                | Temptation                            |
| 2  | 12 janvier   | Nelly Furtado          | Loose                                 |
| 3  | 19 janvier   | Nelly Furtado          | Loose                                 |
| 4  | 26 janvier   | Nelly Furtado          | Loose                                 |
| 5  | 2 février    | Nelly Furtado          | Loose                                 |
| 6  | 9 février    | Norah Jones            | Not Too Late                          |
| 7  | 16 février   | Norah Jones            | Not Too Late                          |
| 8  | 23 février   | Norah Jones            | Not Too Late                          |
| 9  | 2 mars       | Böhse Onkelz           | Vaya con Tioz                         |
| 10 | 9 mars       | Tokio Hotel            | Zimmer 483                            |
| 11 | 16 mars      | Herbert Grönemeyer     | 12                                    |
| 12 | 23 mars      | Herbert Grönemeyer     | 12                                    |
| 13 | 30 mars      | Herbert Grönemeyer     | 12                                    |
| 14 | 6 avril      | Herbert Grönemeyer     | 12                                    |
| 15 | 13 avril     | Herbert Grönemeyer     | 12                                    |
| 16 | 20 avril     | Die Fantastischen Vier | Fornika                               |
| 17 | 27 avril     | Avril Lavigne          | The Best Damn Thing                   |
| 18 | 4 mai        | Nelly Furtado          | Loose                                 |
| 19 | 11 mai       | Michael Bublé          | Call Me Irresponsible                 |
| 20 | 18 mai       | Reinhard Mey           | Bunter Hund                           |
| 21 | 25 mai       | Linkin Park            | Minutes to Midnight                   |
| 22 | 1er juin     | Linkin Park            | Minutes to Midnight                   |
| 23 | 8 juin       | Linkin Park            | Minutes to Midnight                   |
| 24 | 15 juin      | Linkin Park            | Minutes to Midnight                   |
| 25 | 22 juin      | Bon Jovi               | Lost Highway                          |
| 26 | 29 juin      | Mark Medlock           | Mr. Lonely                            |
| 27 | 6 juillet    | Mark Medlock           | Mr. Lonely                            |
| 28 | 13 juillet   | Mark Medlock           | Mr. Lonely                            |
| 29 | 20 juillet   | LaFee                  | Jetzt erst recht                      |
| 30 | 27 juillet   | Mark Medlock           | Mr. Lonely                            |
| 31 | 3 août       | beFour                 | All 4 One                             |
| 32 | 10 août      | The Rolling Stones     | The Biggest Bang                      |
| 33 | 17 août      | Sportfreunde Stiller   | La Bum                                |
| 34 | 24 août      | beFour                 | All 4 One                             |
| 35 | 31 août      | Elvis Presley          | The King                              |
| 36 | 7 septembre  | Die Amigos             | Der helle Wahnsinn                    |
| 37 | 14 septembre | Bushido                | 7                                     |
| 38 | 21 septembre | Bushido                | 7                                     |
| 39 | 28 septembre | James Blunt            | All the Lost Souls                    |
| 40 | 5 octobre    | James Blunt            | All the Lost Souls                    |
| 41 | 12 octobre   | Nightwish              | Dark Passion Play                     |
| 42 | 19 octobre   | Mario Barth            | Männer sind primitiv, aber glücklich! |
| 43 | 26 octobre   | Mario Barth            | Männer sind primitiv, aber glücklich! |
| 44 | 2 novembre   | Mario Barth            | Männer sind primitiv, aber glücklich! |
| 45 | 9 novembre   | Mario Barth            | Männer sind primitiv, aber glücklich! |
| 46 | 16 novembre  | Die Ärzte              | Jazz ist anders                       |
| 47 | 23 novembre  | Die Ärzte              | Jazz ist anders                       |
| 48 | 30 novembre  | Die Ärzte              | Jazz ist anders                       |
| 49 | 7 décembre   | Die Ärzte              | Jazz ist anders                       |
| 50 | 14 décembre  | Die Ärzte              | Jazz ist anders                       |
| 51 | 21 décembre  | Die Ärzte              | Jazz ist anders                       |
| 52 | 28 décembre  | Die Ärzte              | Jazz ist anders                       |

## Hit-Parade de l'année
| Singles | Albums |
| --- | --- |
| 1. DJ Ötzi & Nik P. – Ein Stern (der deinen Namen trägt) 2. Nelly Furtado – All Good Things (Come to an End) 3. Nelly Furtado – Say It Right 4. Ville Valo & Natalia Avelon – Summer Wine 5. Rihanna feat. Jay-Z – Umbrella 6. Ich + Ich – Vom selben Stern 7. Mark Medlock – Now or Never 8. Mark Medlock & Dieter Bohlen – You Can Get It 9. Monrose – Shame 10. Culcha Candela – Hamma! 11. Marquess (de) - Vayamos compañeros 12. Rihanna - Don't Stop the Music 13. Pink - Dear Mr. President 14. Timbaland feat. Nelly Furtado & Justin Timberlake - Give It to Me 15. Monrose - Hot Summer 16. Timbaland feat. Keri Hilson - The Way I Are 17. James Blunt - 1973 18. Sunrise Avenue - Fairytale Gone Bad 19. Silbermond - Das Beste 20. Azad feat. Adel Tawil - Prison Break Anthem (Ich glaub an dich) 21. Mika - Grace Kelly 22. Fergie - Big Girls Don't Cry 23. Plain White T's - Hey There Delilah 24. Höhner - Wenn nicht jetzt, wann dann? 25. Avril Lavigne - Girlfriend | 1. Nelly Furtado – Loose 2. Herbert Grönemeyer – 12 3. Linkin Park – Minutes to Midnight 4. Mario Barth – Männer sind primitiv, aber glücklich! [CD/DVD] 5. Norah Jones – Not Too Late 6. Roger Cicero – Männersachen 7. P!nk – I'm Not Dead 8. Rosenstolz – Das große Leben 9. Die Fantastischen Vier – Fornika 10. Justin Timberlake – FutureSex/LoveSounds 11. Mark Medlock – Mr. Lonely 12. Mika – Life in Cartoon Motion 13. Katie Melua – Piece by Piece 14. Monrose – Temptation 15. Bon Jovi – Lost Highway 16. James Blunt – All the Lost Souls 17. Amy Winehouse – Back to Black 18. Tokio Hotel – Zimmer 483 19. Rihanna – Good Girl Gone Bad 20. Avril Lavigne – The Best Damn Thing 21. Die Ärzte – Jazz ist anders 22. Timbaland – Shock Value 23. Sasha (de) – Greatest Hits 24. beFour – All 4 One 25. Ich + Ich – Vom selben Stern |